# Vivegnis
Vivegnis (en wallon Vigni) est une section de la commune belge d'Oupeye située en Région wallonne dans la province de Liège. C'était une commune à part entière avant la fusion des communes de 1977. Elle fait partie des localités qui existaient déjà dans l'ancien diocèse de Liège avant 1559.
Ses habitants se nomment les Vivegnisois ou Vignerons.

## Démographie
- Sources : INS, Rem. : 1831 jusqu'en 1970 = recensements, 1976 = nombre d'habitants au 31 décembre.

## Histoire
Une fondation monastique a eu lieu à Vivegnis en 1238. « Vivegnis » provient du mot « vigne » car la région était appréciée pour la qualité de ses vignobles.

## Patrimoine et culture

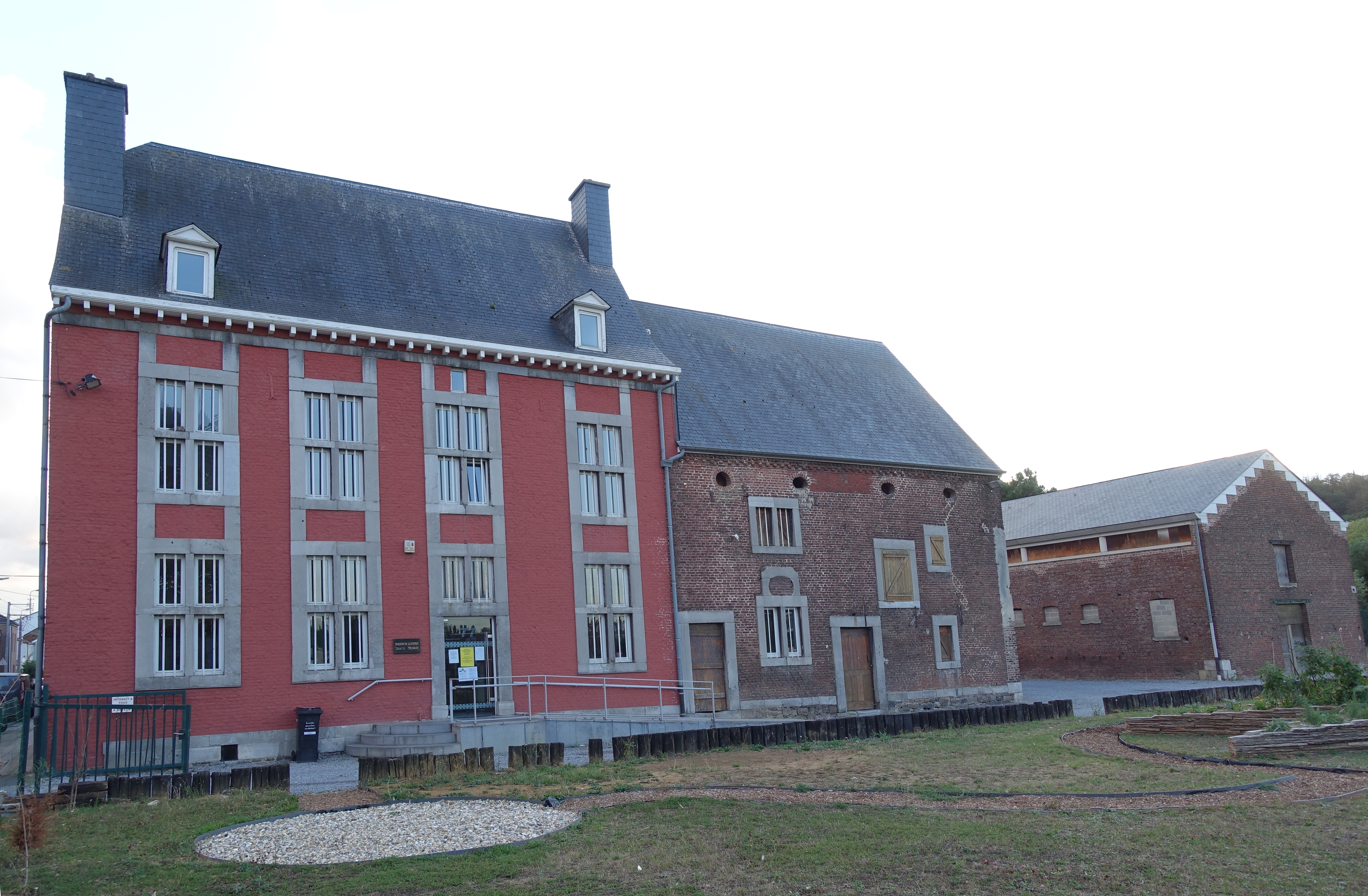
Ferme Christophe, maison de quartier à Vivegnis, autrefois partie de l'abbaye cistercienne